# Tick-Tock (Intel)
Termenul Tick-Tock a fost folosit de Intel în perioada 2006-2017 și reprezintă relația dintre micșorarea procesului de fabricație și noile arhitecturi ale microprocesoarelor. Ciclul de dezvoltare al acestor microprocesoare Intel a fost definit prin două faze (la doi ani): tick introduce un proces de fabricație mai eficient, în timp ce tock o nouă arhitectură și tehnologie (cum ar fi memoria DDR4). Începând cu anul 2016, a fost înlocuit cu Process-Architecture-Optimization cycle, un model de fabricație în trei etape (la trei ani). 
| Microarhitectură   | Serie CPU       | Tick sau Tock | Proces de fabricație | An lansare   |
| ------------------ | --------------- | ------------- | -------------------- | ------------ |
| Presler/Cedar Mill | Pentium 4/D     | Tick          | 65 nm                | 2006         |
| Conroe/Merom       | Core 2 Duo/Quad | Tock          | 65 nm                | 2006         |
| Penryn             | Core 2 Duo/Quad | Tick          | 45 nm                | 2007         |
| Nehalem            | Core I          | Tock          | 45 nm                | 2008         |
| Westmere           | Core I          | Tick          | 32 nm                | 2010         |
| Sandy Bridge       | Core i 2xxx     | Tock          | 32 nm                | 2011         |
| Ivy Bridge         | Core i 3xxx     | Tick          | 22 nm                | 2012         |
| Haswell            | Core i 4xxx     | Tock          | 22 nm                | 2013         |
| Broadwell          | Core i 5xxx     | Tick          | 14 nm                | 2014 și 2015 |
| Skylake            | Core i 6xxx     | Tock          | 14 nm                | 2015         |
| Kabylake           | Core i 7xxx     | Tock          | 14 nm                | 2016         |